# Pontificio collegio armeno

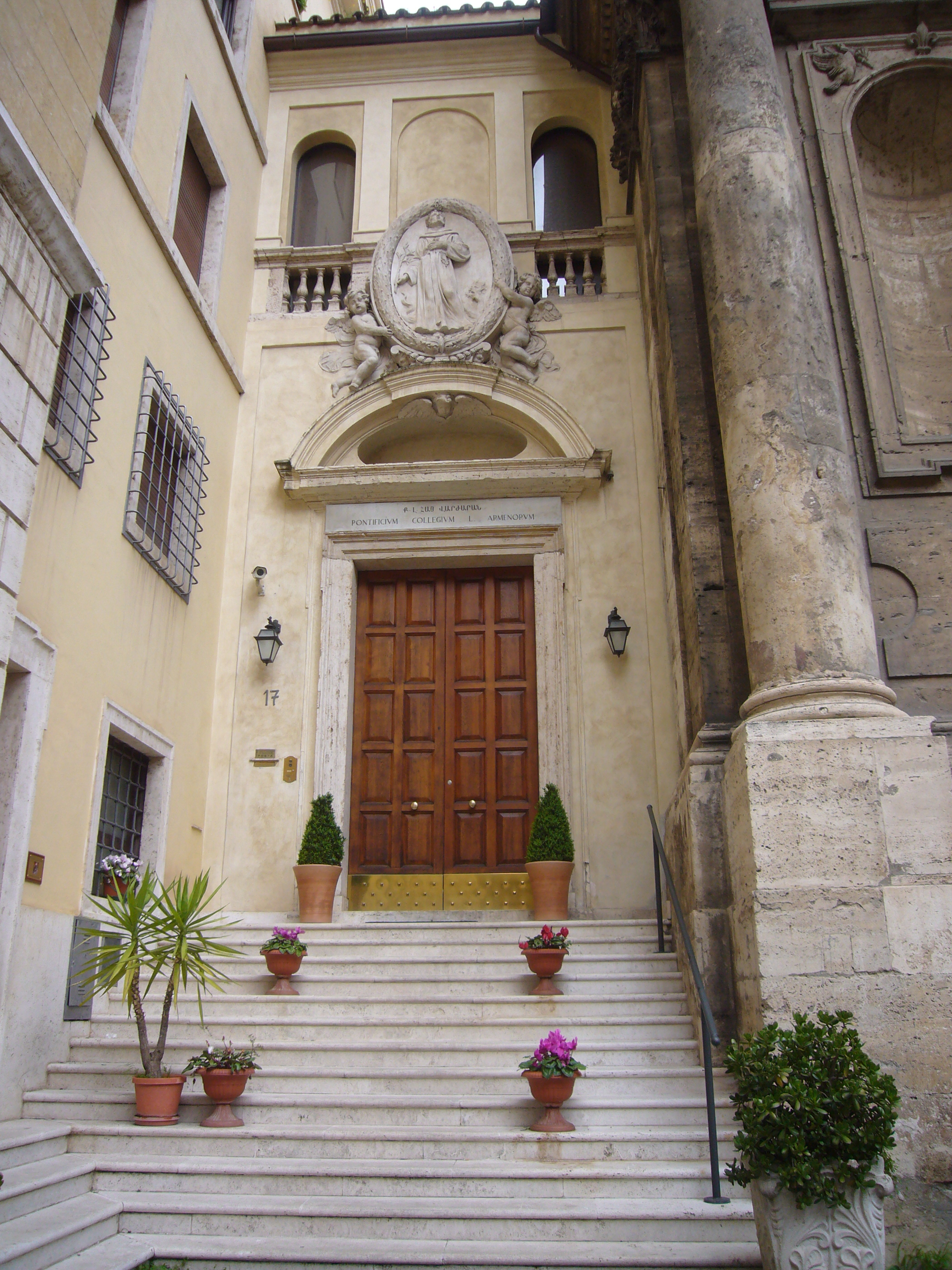
Ingresso del Collegio a fianco di s. Nicola da Tolentino

Il pontificio collegio armeno è un istituto religioso costituito a Roma nel 1883 da papa Leone XIII per la formazione di religiosi armeni cattolici.
Tre patriarchi armeni cattolici sono stati alunni del collegio.
Il collegio sorge nel rione Trevi in salita san Nicola da Tolentino, non lontano da piazza Barberini. Nel piccolo, moderno, chiostro si trova un khachkar commemorativo del genocidio armeno del 1915. L'ampio refettorio ospita anche incontri conviviali organizzati dalla comunità armena romana, mentre l'elegante sala delle cerimonie è in talune occasioni sede di eventi culturali.
Adiacente al collegio vi è la chiesa di San Nicola da Tolentino, chiesa cattolica di rito armeno.